# Pokojówka

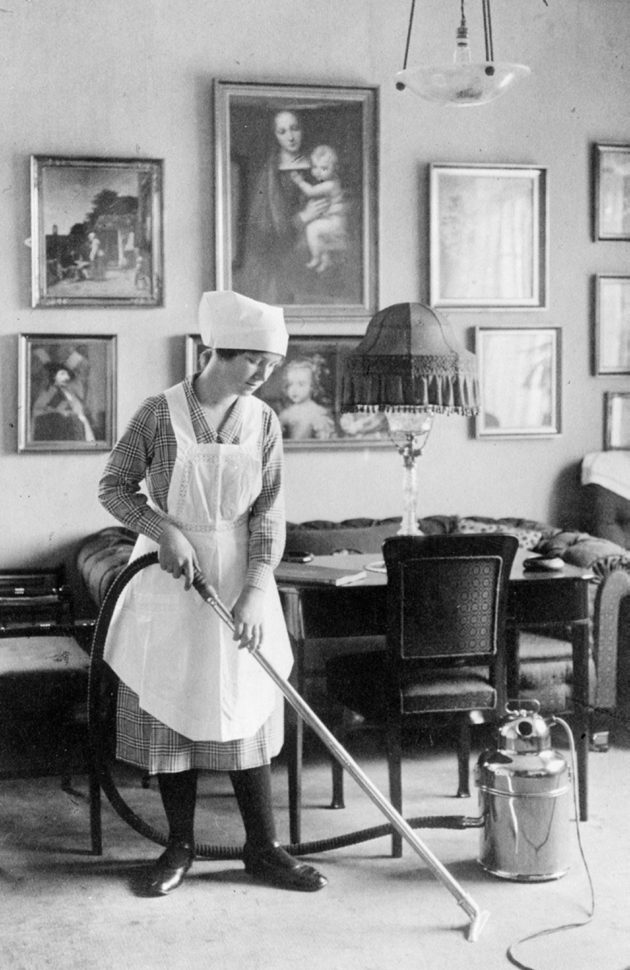
Pokojówka w trakcie pracy (1912)

Pokojówka – kobieta wykonująca zawód sprzątaczki w pomieszczeniach mieszkalnych. Do jej obowiązków należy utrzymanie porządku i czystości w pokojach pensjonatów, hoteli itp. lub w mieszkaniach i domach zamożnych pracodawców. 
Stereotypowym wyznacznikiem pokojówki jest noszenie przez nie charakterystycznych uniformów (rodzaju liberii), jednak nie jest to regułą i zależy od wymogów pracodawcy.